# Jürgen Sundermann
Hans-Jürgen Sundermann (* 25. Januar 1940 in Mülheim an der Ruhr; † 4. Oktober 2022 in Leonberg) war ein deutscher Fußballspieler und -trainer.

## Sportliche Laufbahn

### Vereinskarriere
Nach dem Abitur am Städtischen Gymnasium in Mülheim an der Ruhr spielte er in den 1950er und 1960er Jahren für den 1. FC Styrum und Rot-Weiß Oberhausen, später auch für den SC Viktoria Köln und Hertha BSC sowie in der Schweiz beim FC Basel und Servette Genf. Für Oberhausen absolvierte er von 1958 bis 1962 in der damals erstklassigen Oberliga West 87 Spiele und erzielte zwei Tore. 1962/63, im letzten Oberliga-Jahr, kamen unter Trainer Hennes Weisweiler bei Viktoria Köln noch 30 weitere Oberliga-Einsätze mit drei Treffern hinzu. Ab der Saison 1963/64 lief die Fußball-Bundesliga und darunter die zweitklassigen Fußball-Regionalligen. Im Debütjahr der Regionalliga West bestritt der zumeist als Außenläufer spielende Sundermann für die Viktoria 34 Ligaspiele und schoss dabei drei Tore. Zur Saison 1964/65 nahm er das Angebot des Bundesligisten Hertha BSC an. An der Seite von Hans Eder, Otto Rehhagel, Hans-Günter Schimmöller, Uwe Klimaschefski und Willibert Kremer bestritt er 29 Bundesligaspiele und belegte mit Hertha den 14. Platz. Die Berliner wurden jedoch wegen erheblicher Verstöße gegen die DFB-Statuten in die Regionalliga zwangsversetzt. 1965/66 gewann Sundermann mit der Hertha mit 58:2 Punkten die Berliner Meisterschaft vor Tennis Borussia und dem Spandauer SV. Dabei erzielte er in 26 Ligaspielen acht Treffer. In der Aufstiegsrunde zur Fußball-Bundesliga verlor Hertha gegen Fortuna Düsseldorf, den FK Pirmasens und Kickers Offenbach. Sundermann wechselte in die Schweiz, zunächst zu Servette Genf, dann zum FC Basel, mit dem er 1969 und 1970 den Meistertitel gewann, und anschließend nochmals nach Genf.

### Auswahleinsätze
Im März 1960 absolvierte er unter Nationaltrainer Sepp Herberger beim 2:1 gegen Chile in Stuttgart sein einziges A-Länderspiel mit der deutschen Fußballnationalmannschaft. Es  folgten noch zwei Einsätze für die U23-Nationalmannschaft.

## Trainerlaufbahn
Noch während seiner aktiven Karriere wurde Sundermann erst Spielertrainer bei Servette Genf und später Trainer bei diversen Vereinen, unter anderem bei Racing Straßburg, FC Schalke 04, Hertha BSC, Trabzonspor, SpVgg Unterhaching, VfB Leipzig, Grasshoppers Zürich und SV Waldhof Mannheim. Dreimal war er Trainer des VfB Stuttgart, von 1976 bis 1979, von 1980 bis 1982 sowie im Frühsommer 1995. 1977 gelang ihm mit dem VfB der Aufstieg in die Bundesliga. In den folgenden Jahren führte er die Mannschaft dreimal auf einen Platz unter den ersten vier. Die Erfolge brachten ihm den Spitznamen „Wundermann“ ein.

## Privates
Er heiratete 1966 Monika Nehls, die später unter ihrem Ehenamen als Moderationsassistentin bei Dalli Dalli bekannt wurde. Das Paar, das zwei Söhne hatte, lebte in Leonberg bei Stuttgart. Sundermann war als Nachwuchsförderer aktiv und gründete das FAZ (Fußball-Ausbildungs-Zentrum) Jürgen Sundermann. Er starb am 4. Oktober 2022 im Alter von 82 Jahren in Leonberg.

## Auszeichnungen
- 1978: Kicker-Trainer des Jahres